# I paesi lontani
I paesi lontani (Les pays lointains) è un romanzo di Julien Green, pubblicato in Francia nel 1987 e uscito in Italia nel 1988, nella traduzione di Francesco Bruno. Si tratta del romanzo di apertura della trilogia "Dixie", al quale seguono: Le stelle del Sud e Il canto del Sud
Il romanzo è stato tradotto in spagnolo, romeno, neogreco, danese, inglese, svedese e tedesco. Nel 1987 ha vinto il Prix Littéraire États-Unis France

## Ambientazione
La vicenda si svolge negli Stati Uniti, dapprima in Georgia, a Savannah, quindi in Virginia. Copre gli anni dal 1850 al 1855.
Nel 1850, negli Stati Uniti, erano già presenti tutti i presupposti per la Guerra di Secessione americana, scoppiata nel 1861. Negli Stati del Sud, ad economia agricola, le piantagioni si reggevano sull'istituzione della schiavitù dei Neri. E le grandi piantagioni cotonifere raggiunsero un livello di ricchezza che ingelosiva gli Stati del Nord, ad economia industriale.

## Trama
La sedicenne Elizabeth Escridge giunge con la madre alla ricca piantagione Dimwood, ospite di una numerosa famiglia di parenti. Provenendo dall'Inghilterra e da uno stato improvviso di povertà, le due inglesi restano frastornate dalla vastità e dall'opulenza del nuovo ambiente. La famiglia Hargrove, che le ha accolte, come il resto della miglior società di Savannah, è profondamente legata alla propria ascendenza britannica e mantiene la tradizione della Chiesa anglicana; ma la Georgia è, per sua natura, una terra inquieta, dove vivono a migliaia gli schiavi Neri, e dove si avvertono le memorie dei Seminole, Indiani massacrati e spodestati in passato.
Perciò le inquietudini irrompono nelle due donne, e la madre di Elizabeth decide di lasciare al più presto l'America per tornare in patria. Quanto a Elizabeth, rimane alla piantagione, ma affidata a distanza a Charles Jones, il quale promette di averne cura in caso di bisogno.
Il fascino di Elizabeth si fa subito sentire, trascinando praticamente tutti i ragazzi che la frequentano all'adorazione nei suoi confronti. Disgraziatamente, tale fascino agisce anche su persone che non è bene si lascino trasportare sensualmente verso di lei: l'anziano prozio William Hargrove e la cugina Susanna, anche lei sedicenne.
Così la famiglia deve affrontare una grave crisi, allorché Susanna scompare. Si teme il peggio e quando, ricondotta dal cugino Fred, la fanciulla rientra in famiglia, si decide di allontanare le due ragazze, soprattutto da Mr. Hargrove, innaturalmente turbato da questi eventi.
Un successivo soggiorno a Dimwood fa emergere altri misteri per la piccola inglese. La proprietà è in pericolo, giacché era stata data in affitto venticinque anni prima, ed ora il proprietario legittimo, Jonathan Armstrong, ha il diritto legale di riscattarla. L'uomo, assai giovane e solitario, non ha il denaro per il riscatto ma, con sorpresa di tutta la città, sposa una giovane facoltosa che nessuno pare conoscere. Così Jonathan rimedia il denaro. Però, in un tentativo di far accettare la sposa dalla comunità, accade uno scandalo e la coppia fugge in Europa.
Elizabeth non è in grado di capire in che modo la donna abbia a che fare con gli Hargrove, non comprende il ruolo di Laura (zia Laura), figlia di Mr. Hargrove e neppure quello di Miss Llewelyn, governante della casa. Eppure queste donne hanno dei poteri, zia Laura sui domestici, che ha convertito al Cattolicesimo, la Llewelyn sul padrone, di cui conosce tutti i trascorsi.
Quando, dopo lo scandalo della coppia Armstrong, zia Laura lascia la famiglia e non vuole essere ritrovata, è inevitabile che Elizabeth prenda un'altra strada e vada a vivere in Virginia, nella casa maritale di zio Charlie.
Nel nuovo ambiente, Elizabeth agisce nel solito modo seduttivo, senza potersi controllare. In occasione delle vacanze invernali, il figlio di Zio Charlie, un ragazzo di nome Edward, detto Ned, ritornato a casa, perde la testa per Elizabeth. Le conseguenze saranno stavolta ineludibili, in quanto Elizabeth conosce il primo vero e completo atto d'amore con Ned. I due giovanissimi vengono fatti sposare al più presto e il ragazzo riparte per l'Università, cercando di tornare a casa il più spesso possibile.
Ma Elizabeth non è persona da rimanere sola. A Savannah, aveva incontrato Jonathan Armstrong e tra i due erano passate promesse incoscienti. Jonathan, deluso dal proprio matrimonio, cerca di ritornare da Elizabeth, ignaro dei nuovi sviluppi e deciso anche a divorziare. Raggiunge elizabeth in Virginia e qui i due hanno dei contatti proibiti.
Ben presto, zio Charlie decide di tornare a Savannah, portandosi dietro figlio e nuora. Per non si sa quali dicerie, è trapelata la storia tra Elizabeth e Jonathan, anche se appare come poco probabile. Il povero Ned, che la recepisce, durante un ricevimento fa in modo di incontrare il rivale e lo provoca a duello. I due si incontrano e trovano entrambi la morte.
Nei suoi ultimi momenti di vita, Ned chiede perdono a Elizabeth e le affida il loro figlio nascituro. Nuovamente sola, lei alleva il piccolo, di nome Charles Edouard, chiamandolo a volte col nome di Jonathan.

## Personaggi
- Elizabeth Escridge', giunta dall'Inghilterra con la madre, perché la morte del padre ha messo in luce una inaspettata rovina economica. Bellissima, sensuale, dotata di irrefrenabile desiderio di afferrare i piaceri della vita, passa attraverso tutti gli stati dell'ebbrezza: per la ricchezza del cibo e del vestire, per l'eleganza della società, per la disponibilità, apparentemente illimitata, che tutti le mostrano.
- Mr. William Hargrove, prozio di Elizabeth, vive con tutti i figli e i nipoti a Dimwood, stupenda piantagione. Ospita Elizabeth e la madre nella prima fase del loro arrivo.
- Charles Jones (Zio Charlie), ricchissimo e influente, ben presto si prenderà cura di Elizabeth. Vedovo, ha un figlio, Ned di 18 anni. In passato era stato un pretendente alla mano della madre di Elizabeth e i due hanno continuato a stimarsi.
- Miss Llewelyn, governante della casa di Mr. Hargrove, depositaria dei più scottanti segreti della famiglia.
- Zia Laura, unica figlia (gli altri sono maschi) di Mr. Hargrove. Misterioso personaggio, ha convertito al Cattolicesimo tutti i domestici. Ma il padre ignora volutamente l'esistenza di questa figlia, a causa di una lontana e incancellabile colpa.
- Jonathan Armstrong, figlio del precedente proprietario di Dimwood, ha il diritto di riprendersi la proprietà, dopo un certo numero di anni.
- Gli aristocratici bianchi', innumerevoli, si dichiarano pressoché tutti imparentati, conducono una vita molle, pacifica e troppo lussuosa.
- I domestici, onnipresenti, trattati con bonomia dalla ricca società bianca. Ma, nonostante l'apparente mancanza di tensioni tra i due gruppi, la schiavitù è un fatto su cui si soprassiede.[N 4].

## Edizioni in italiano
- J. Green, I paesi lontani, trad. di Francesco Bruno, ed. Longanesi, Milano 1988;
- J. Green, I paesi lontani, trad. di Francesco Bruno, ed. CDE, Milano 1989;